# Noordkaap TV Producties
Noordkaap TV Producties is een Nederlandse productiemaatschappij.
Noordkaap TV Producties werd in de jaren negentig opgericht door Alberto Stegeman en produceerde aanvankelijk kleine producties voor omroepen als RTV Oost. De doorbraak kwam in 1998 toen SBS6 het programma Oerend Hard uitzond. Sindsdien maakt het productiehuis verschillende programma's voor landelijke omroepen, zoals Brandweer Amsterdam (SBS6), Trauma NL (Net5), Wortel TV (KRO Kindertijd) en Regiopolitie (SBS6). Vlaggenschip is Undercover in Nederland (SBS6), bedacht en gepresenteerd door Stegeman zelf.
Noordkaap TV Producties was aanvankelijk gevestigd in Steenwijk, daarna in Zwolle, en tegenwoordig in Amsterdam.

## Programma's
- Brandweer Amsterdam
- De Confrontatie
- Dierendokter
- Documentaire Jovink
- Jeugdpolitie
- De Keet
- Kroost
- Lauren Verslaat
- Life's a Beach
- De Minsken Fan Zorggroep Tellens
- Nederland gaat plat
- Noo®dZakelijk
- Oerend hard: Boerenfeesten op het Platteland
- Ommelanderhuis
- Onopgeloste Zaken
- Regiopolitie
- Radboud Spoed
- Raid Laponie
- Recht wat krom is!
- Reisleiders
- Streekziekenhuis
- Studentikoost
- Trauma NL
- Trauma NL / Trauma Noord
- Undercover in Nederland
- Vrouwenopvang
- Way of Life
- Winterreisleiders
- Wortel TV